# ديفيد راميريز (لاعب كرة قدم)
ديفيد راميريز (بالإسبانية: David Ramírez)‏ (18 فبراير 1981 في كوستاريكا - ) هو لاعب كرة قدم أرجنتيني في مركز الوسط. لعب مع أوليمبو وبونفيرادينا وخميناسيا خوخوي وغودوي كروز وفيرو كاريل أويستي وفيليز سارسفيلد ونادي أتليتيكو كولون ونادي ميلوناريوس ويونيون إسبانيولا وسبورتيفو إيطاليانو ‏.

## وصلات خارجية
- ديفيد راميريز على موقع قاعدة بيانات كرة القدم.إي يو (الإنجليزية)
- ديفيد راميريز على موقع Soccerway.com (الإنجليزية)